# Heldenstein
Heldenstein è un comune tedesco di 2 383 abitanti, situato nel land della Baviera.